# Augustin Roux
Pour les articles homonymes, voir Roux (patronyme).
Augustin Roux, né à Bordeaux le 26 janvier 1726 et mort à Paris le 28 juin 1776, est un médecin français.

## Présentation
Roux fit ses études médicales dans sa ville natale, y fut reçu docteur en 1750 et vint ensuite à Paris où, grâce à la recommandation de Montesquieu, il put se procurer des ressources que sa famille lui refusait pour le punir de n’avoir pas voulu embrasser la carrière ecclésiastique.
Ayant appris l’anglais, il traduisit plusieurs ouvrages écrits dans cette langue, fit en même temps un cours de médecine, travailla à la rédaction des Annales typographiques, se fit agréger comme docteur à la Faculté de médecine de Paris et succéda, en 1762, à Vandermonde en qualité de rédacteur en chef du Journal de médecine.
Ses connaissances étendues en chimie le firent nommer professeur de cette science à la Faculté en 1771.
Outre diverses traductions, on lui doit :
- Annales typographiques ou Notice des progrès des connaissances humaines, Paris, 1758-1762, 10 vol, in-8° ;
- Histoire naturelle, chimique et médicale des corps des trois règnes de la nature ;
- Recherches historiques et critiques sur les différents moyens qu’on a employés jusqu’à présent pour refroidir les liqueurs, 1758, in-12 ;
- Nouvelle encyclopédie portative ou Tableau général des connaissances humaines, 1766, 2 vol. in-8° ;
- Dissertation sur la nature de l’esprit de nitre dulcifié, relativement à la dissolution du mercure, 1770, in-8°.

Il a donné deux articles à l’Encyclopédie (XIII, 906, XV, 607) de Diderot et D’Alembert.

## Sources
- Pierre Larousse, Grand Dictionnaire universel du XIXe siècle, vol. 13, Paris, Administration du grand Dictionnaire universel, p. 1477.

- Notices d'autorité :   - VIAF
  - ISNI
  - BnF (données)
  - IdRef
  - LCCN
  - GND
  - Espagne
  - Belgique
  - Pays-Bas
  - Israël
  - Catalogne
  - Portugal
  - WorldCat